# Americhernes ellipticus
Americhernes ellipticus är en spindeldjursart som först beskrevs av Clarence Clayton Hoff 1944.  Americhernes ellipticus ingår i släktet Americhernes och familjen blindklokrypare. Inga underarter finns listade i Catalogue of Life.